# Амандув
Амандув (пол. Amandów, нім. Amandhof) — село в Польщі, у гміні Петровиці-Великі Рациборського повіту Сілезького воєводства.
Населення — 120 осіб (2011).
У 1975-1998 роках село належало до Катовицького воєводства.

## Демографія
Демографічна структура станом на 31 березня 2011 року:
|          | Загалом | Допрацездатний вік | Працездатний вік | Постпрацездатний вік |
| -------- | ------- | ------------------ | ---------------- | -------------------- |
| Чоловіки | 57      | 7                  | 39               | 11                   |
| Жінки    | 63      | 11                 | 38               | 14                   |
| Разом    | 120     | 18                 | 77               | 25                   |